# کتور
کتور یک روستا در منطقه بلگایوم در ایالت کارناتاکای هند است.